# Turó de l'Oller
El Turó de l'Oller és una muntanya de 344 metres al municipi de Sant Iscle de Vallalta, a la comarca del Maresme.